# Armoriale dei comuni dell'Aude
Questa pagina contiene le armi (stemma e blasonatura) dei comuni dell'Aude.
| Stemma | Nome del comune e blasonatura |
| ------ | --- |
|        | Aigues Vives barré d'or et de sinople de quatre pièces (sbarrato d'oro e di verde di quattro pezzi) |
|        | Airoux D'azur au chef-pal d'argent. (d'azzurro, al capo-palo d'argento) |
|        | Airoux (1696) D'azur à trois pals d'argent, au chef du même (d'azzurro, a tre pali d'argento; al capo dello stesso) |
|        | Ajac d'or aux deux barres de gueules, au chef du même (d'oro, a due sbarre di rosso, al capo dello stesso) |
|        | Alaigne d'argent au lion léopardé de gueules accompagné de trois croissants du même (d'argento, al leone illeopardito di rosso accompagnato da tre crescenti dello stesso) |
|        | Alairac D'or au pal de sinople diminué en chef |
|        | Albas de gueules à la croix de Malte d'argent bordée d'or (di rosso, alla croce di Malta d'argento bordata d'oro) |
|        | Albières d'or à la fasce fuselée d'or et de gueules (d'oro, alla fascia fusata d'oro e di rosso) |
|        | Alet-les-Bains d'azur au vol abaissé d'argent, à la croisette pattée de procession d'or à la hampe brochant sur le vol, accostée en chef de deux étoiles du même et soutenue d'une foi aussi d'argent (d'azzurro, al volo abbassato d'argento, alla crocetta di processione patente d'oro, all'asta attraversante sul volo, accostata in capo da due stelle dello stesso e sostenuta da una fede pure d'argento) |
|        | Alzonne d'argent embrassé d'azur à senestre (d'argento, abbracciato d'azzurro a sinistra) |
|        | Antugnac d'azur au chevron d'argent chargé de deux tourteaux de sable (d'azzurro, allo scaglione d'argento caricato da due torte di nero) |
|        | Aragon D'argent à la bande de sable. (d'argento, alla banda di nero) |
|        | Argeliers D'azur au pal fuselé d'argent de de sinople. ('azzurro, al palo fusato d'argento e di verde) |
|        | Argens-Minervois de vair à la fasce fuselée d'argent et d'azur (di vaio, alla fascia fusata d'argento e d'azzurro) |
|        | Armissan d'hermine à la fasce fuselée d'or et d'azur (di armellino, alla fascia fusata d'oro e d'azzurro) |
|        | Arques Coupé d'argent et de sinople, vêtu de l'un en l'autre (troncato d'argento e di verde, vestito dell'uno nell'altro) |
|        | Arques Chapé, chaussé et coupé d'argent et de sinople de l'un et l'autre (Mantellato, calzato e troncato d'argento e di verde, dell'uno nella'ltro) |
|        | Arquettes-en-Val d'argent aux deux bandes de sable (d'argento, a due bande di nero) |
|        | Artigues Coupé d'or et d'azur (troncato d'oro e d'azzurro) |
|        | Arzens D'argent à la lettre A capitale de gueules. (d'argento, alla lettera A maiuscola di rosso) |
|        | Aunat d'or à l'aulne arraché de gueules (d'oro, all'ontano sradicato di rosso) |
|        | Auriac d'argent à la fasce fuselée d'argent et d'azur (d'argento, alla fascia fusata d'argento e d'azzurro) |
|        | Axat Parti de sinople et d'argent; au chef d'argent chargé de trois losanges de sinople (partito di verde e d'argento; al capo d'argento caricato di tre losanghe di verde) alias: D'argent à la fasce de sinople surmontée de trois carreaux en losange du même rangés en chef (d'argento, alla fascia di verde sormontata da tre carelli dello stesso posti a losanga e ordinati in fascia nel capo) |
|        | Azille D'azur aux trois fleurs de lys d'or. (d'azzurro, a tre gigli d'oro) |
|        | Badens De sinople au chef d'argent. (di verde, al capo d'argento) |
|        | Bages De gueules à la fasce fuselée d'or et de sinople (di rosso, alla fascia fusata d'oro e di verde) |
|        | Baraigne Écartelé : au premier coupé d'argent au lion issant de sable lampassé de gueules et d'or à l'arbre de sinople, au deuxième d'azur au roc d'échiquier d'or, au troisième d'azur aux trois coquilles d'or, au quatrième d'or aux trois fasces de gueules. (inquartato: nel 1° troncato d'argento, al leone uscente di nero lampassato di rosso, e d'oro, all'albero di verde; nel 2° d'azzurro, al rocco di scacchiere d'oro; nel 3° d'azzurro, a tre conchiglie d'oro; nel 4° d'oro, a tre fasce di rosso) |
|        | Barbaira D'azur au chevron d'or. (d'azzurro, allo scaglione d'oro) |
|        | Belcaire Tranché émanché d'argent et de gueules. (trinciato cuneato d'argento e di rosso) |
|        | Belflou D'azur aux trois bandes d'or, au chef d'hermine (d'azzurro, a tre bande d'oro; al capo d'armellino) |
|        | Belfort-sur-Rebenty Tranché émanché d'or et de gueules. (trinciato cuneato d'oro e di rosso) |
|        | Bellegarde-du-Razès Palissé en fasce d'argent et de sable de six pièces (partito palizzato d'argento e di nero di sei pezzi) |
|        | Belvianes-et-Cavirac De sable au pal bretessé d'argent (di nero, al palo doppiomerlato d'argento) |
|        | Belvis Écartelé d'argent et de sable à la croix brochant de l'un en l'autre. (inquartato d'argento e i nero, alla croce attraversante dell'uno all'altro) |
|        | Berriac D'or au pairle d'azur (d'oro, alla pergola d'azzurro) |
|        | Bessède-de-Sault D'azur à l'anille d'or (d'azzurro, al ferro d'ancoraggio d'oro) |
|        | Bizanet De sinople au pal fuselé d'argent et d'azur. (di verde, al palo fusato d'argento e d'azzurro) |
|        | Bouilhonnac De sable au pal d'or. (di nero, al palo d'oro) |
|        | Bouisse D'hermine au pal fuselé d'or et de gueules (d'armellino, al palo fusato d'oro e di rosso) |
|        | Bouriège Taillé cannelé de sable et d'or. (tagliato scanalato di tre pezzi di nero e d'oro) |
|        | Boutenac De sable au pal fuselé d'argent et de sinople. (di nero, al palo fusato d'argento e di verde) |
|        | Bram D'or à la croix de gueules. (d'oro, alla croce di rosso) |
|        | Brenac Écartelé : au premier et au quatrième d'azur à la fleur de lys d'or, au deuxième et au troisème de gueules à la barre d'or. (inquartato: nel 1° e 4° d'azzurro al giglio d'oro; nel 2° e 3° di rosso alla sbarra d'oro) Prax (frazione di Brenac) De sinople à un orle d'argent. (di verde, all'orlo d'argento) |
|        | Brézilhac D'or au chevron brisé de gueules (d'oro, allo scaglione rotto di rosso) |
|        | Brézilhac (1696) D'or à la bordure de sinople (d'oro, alla bordura di verde) |
|        | Brousses-et-Villaret D'argent a un trèfle de gueules (d'argento, al trifoglio di rosso) |
|        | Brugairolles D'argent aux trois fusées de gueules accolées en fasce (d'argento, a tre fusi di rosso accollati in fascia) |
|        | Bugarach Tranché d'or et d'azur. (trinciato d'oro e d'azzurro) |
|        | Cabrespine De sinople à la billette d'or (di verde, al biglietto d'oro) |
|        | Cahuzac De sable à la jumelle d'or (di nero, alla gemella d'oro) |
|        | Cailhau D'azur au pal bretessé d'argent (d'azzurro, al palo doppiomerlato d'argento) |
|        | Cailla Burelé d'argent et de sable de dix pièces. (burellato d'argento e di nero) |
|        | Cambieure D'argent au crampon de gueules (d'argento, al crampone di rosso) |
|        | Campagna-de-Sault - (partito palizzato d'azzurro e d'argento di sei pezzi) |
|        | Campagne-sur-Aude D'or à la billette vidée d'azur (d'oro, al biglietto vuoto d'azzurro) |
|        | Camurac De gueules au franc-quartier d'argent. (di rosso, al quartier franco d'argento) |
|        | Canet De sinople au pal fuselé d'or et de sable. (di verde, al palo fusato d'oro e di nero) |
|        | Capendu D'or, flanqué de sable (d'oro, fiancato di nero) |
|        | Carcassonne D'azur semé de fleurs de lys d'or au portail de ville flanqué de deux tours couvertes d'argent, maçonné, ajouré et ouvert de sable, la porte coulissée aussi d'argent surmontée d'un écusson de gueules chargé d'un agneau pascal d'argent à la tête contournée nimbée d'or, portant une bannerette aussi d'argent surchargée d'une croisette du champ (d'azzurro seminato di gigli d'oro, alla porta di città affiancata da due torri coperte d'argento, murata, finestrata e aperta di nero, la porta con saracinesca d'argento sormontata da uno scudetto di rosso, caricato da un agnello pasquale d'argento con la testa rivoltata nimbata d'oro, che porta una banderuola pure d'argento sovraccaricata da una crocetta del campo)                                                                                          |
|        | Carcassonne, ville haute D'azur, à un portail de ville, accompagné de deux tours crénelées d'argent et surmonté d'un écusson d'azur à trois fleurs de lis d'or, 2 et 1 (d'azzurro, alla porta di città, accompagnata da due torri merlate d'argento e sormontata da uno scudetto d'azzurro a tre gigli d'oro, 2 e 1) |
|        | Carcassonne, ville basse D'azur, semée de fleurs de lis d'or sans nombre, au besant d'or mis en cœur, chargé d'un tourteau de gueules, surchargé d'un agneau pascal d'argent supportant une croix d'or avec un guidon d'argent chargé d'une croix de sable (d'azzurro, seminato di gigli d'oro, al bisante posto in cuore, caricato da una torta di rosso, sovraccaricata da un agnello pasquale d'argento che porta una croce d'oro con un guidone d'argento caricato da una croce di nero) |
|        | Carlipa D'azur aux trois fasces d'or (d'azzurro, a tre fasce d'oro) |
|        | Cascastel-des-Corbières De gueules à un lion contourné d'or surmonté d'un sautoir d'argent (di rosso, al leone rivoltato d'oro, sormontato da una croce di Sant'Andrea d'argento) alias D'azur au pal fuselé d'or et de sable. (d'azzurro, al palo fusato d'oro e di nero) |
|        | La Cassaigne De sable a hamaide d'argent (di nero, a tre amaidi d'argento) |
|        | Les Cassés D'or à la fasce componée de sable et d'argent (d'oro, alla fascia composta di nero e d'argento) |
|        | Castelnau-d'Aude De sinople au pal fuselé d'argent et de sinople. (di verde, al palo fusato d'argento e di verde) |
|        | Castelnaudary De gueules, à une tour d'argent donjonnée de trois tours de même, au chef d'azur, chargé de trois fleurs de lis d'or (di rosso, alla torre d'argento torricellata di tre pezzi dello stesso, al capo d'azzurro, caricato di tre gigli d'oro) |
|        | Caudebronde De gueules chapé d'or. (di rosso, mantellato d'oro) |
|        | Caunes-Minervois D'azur aux trois lionceaux d'or. (d'azzurro, a tre lioncelli d'oro) |
|        | Caunettes-en-Val D'or au sautoir d'azur. (d'oro, alla croce di Sant'Andrea d'azzurro) |
|        | Cavanac De sable au sautoir d'argent. (di nero, alla croce di Sant'Andrea d'argento) |
|        | Cazilhac D'azur à la fasce d'or. (d'azzurro, alla fascia d'oro) |
|        | Citou D'azur aux deux fasces d'or accompagnées de six étoiles du même, trois en chef, deux en fasce et une en pointe. (d'azzurro, a due fasce d'oro accompagnate da sei stelle dello stesso, tre nel capo, due in fascia e una in punta) |
|        | Le Clat Coupé : au premier d'or plain, au second d'azur aux deux barres d'argent. (troncato: nel 1° d'oro pieno; nel 2° d'azzurro a due sbarre d'argento) |
|        | Comus D'or au pal comèté de gueules (d'oro, al palo dal piede fiammeggiante di rosso) |
|        | Conilhac-Corbières D'argent au pal fuselé d'argent et de gueules. (d'argento, al palo fusato d'argento e di rosso) |
|        | Conilhac-de-la-Montagne Parti de sable et d'or à la bande de l'un en l'autre. (partito di nero e d'oro, alla banda dell'uno all'altro) |
|        | Coudons De sinople mantelé d'argent. (d'argento, alla punta di verde) |
|        | Couiza De sinople aux trois billettes d'or posées et rangées en barre (di verde, a tre biglietti d'oro posti e ordinati in sbarra) |
|        | Counozouls De gueules au crampon d'or (di rosso, al crampone d'oro) |
|        | Cournanel D'or à la tierce de sinople (d'oro, alla terza in fascia di verde) |
|        | Courtauly D'or aux deux barres de sinople, au chef du même (d'oro, a due sbarre di verde, al c apo dello stesso) |
|        | Coustaussa De sinople au roc d'échiquier d'or. (di verde, al rocco di scacchiere d'oro) |
|        | Coustouge D'argent au pal fuselé d'or et de sable. (d'argento, al palo fusato d'oro e di nero) |
|        | Cruscades d'azur, à une roue à huit rayons sans jante d'or (d'azzurro, alla ruota di otto raggi d'oro priva di cerchione) |
|        | Cucugnan D'argent, à une fasce fuselée d'argent et de sinople (d'argento, alla fascia fusata d'argento e di verde) |
|        | Cuxac-Cabardès D'argent aux deux fasces de sinople. (d'argento, a due fasce di verde) |
|        | Davejean De gueules au pal fuselé d'or et de sable. (di rosso, al palo fusato d'oro e di nero) |
|        | Dernacueillette De vair, à un chef fuselé d'argent et de sable (di vaio, al capo fusato d'argento e di nero) |
|        | La Digne-d'Amont D'argent au franc-quartier de sinople. (d'argento, al quartier franco di verde) |
|        | La Digne-d'Aval D'argent, à trois billettes de sable posées et rangées en bande (d'argento, a tre biglietti di nero posti e ordinati in banda) |
|        | Donazac Taillé émanché d'or et d'azur (tagliato inchiavato d'oro e d'azzurro) |
|        | Douzens D'or à la losange de sable (d'oro, alla losanga di nero) |
|        | Embres-et-Castelmaure De sinople au pal fuselé d'or et d'azur. (di verde, al palo fusato d'oro e d'azzurro) |
|        | Escales d'azur au lion d'or, armé et lampassé de gueules, à la bordure componée d'argent et de gueules de vingt pièces (d'azzurro, al leone d'oro, armato e lampassato di rosso, alla bordura composta d'argento e di rosso di venti pezzi) |
|        | Escouloubre D'or à la fasce de gueules accompagnée de deux losanges du même (d'oro, alla fascia di rosso accompagnata da due losanghe dello stesso) |
|        | Espéraza d'argent au chevron de gueules accompagné de trois tourteaux d'azur (d'argento, allo scaglione di rosso accompagnato da tre torte d'azzurro) |
|        | Espezel d'argent aux deux barres de sinople, au chef du même. (d'argento, a due sbarre di verde, al capo dello stesso) |
|        | Fa D'argent aux deux bandes de gueules, au chef du même (d'argento, a due bande di rosso, al capo dello stesso) |
|        | Fabrezan D'or à la lettre F minuscule cursive de gueules, au chef d'azur chargé de trois fleurs de lys d'or (d'oro, alla lettera F minuscola corsiva di rosso, al capo d'azzurro caricato di tre gigli d'oro) |
|        | Fanjeaux De gueules à la croix cléchée, vidée et pommetée de douze pièces d'or, au chef cousu d'azur chargé de trois fleurs de lys aussi d'or. (di rosso, alla croce ritrinciata, vuota e pomettata di dodici pezzi d'oro (croce di Tolosa), al capo cucito d'azzurro caricato di tre gigli pure d'oro) |
|        | Fendeille Cinq points d'or équipolés à quatre de sinople (punti equipollenti d'oro e di verde) |
|        | Ferrals-les-Corbières D'or au pal fuselé d'argent et d'azur. (d'oro, al palo fusato d'argento e d'azzurro) |
|        | Ferran - (partito palizzato d'oro e di nero di sei pezzi) |
|        | Fitou De vair, à une fasce fuselée d'argent et de sable (di vaio, alla fascia fusata d'argento e di nero) |
|        | Fleury D'argent, au poirier de sinople posé sur une terrasse du même, fruité d'or (d'argento, al pero di verde posto su una terrazza dello stesso, fruttato d'oro) |
|        | Floure D'azur à la croix d'or. (d'azzurro, alla croce d'oro) |
|        | Fontanès-de-Sault D'argent au chevron brisé de sable (d'argento, allo scaglione rotto di nero) |
|        | Fontiers-Cabardès De sable au pal d'argent. (di nero, al palo d'argento) |
|        | Galinagues Écartelé d'azur et d'or. (inquartato d'azzurro e d'oro) |
|        | Gincla D'argent au pal d'azur accosté de deux losanges du même (d'argento, al palo d'azzurro accostato da due losanghe dello stesso) |
|        | Granès Écartelé : au premier et au quatrième d'argent à la fasce de gueules, au deuxième et au troisième d'or au pal d'azur. (inquartato: nel 1° e 4° d'argento, alla fascia di rosso; nel 2° e 3° d'oro, al palo d'azzurro) |
|        | Gruissan d'argent au lion passant de gueules, accompagné de trois croissants du même (d'argento, al leone illeopardito di rosso, accompagnato da tre crescenti dello stesso) |
|        | Joucou De sable au chef d'or chargé de trois billettes d'azur. (di nero, al capo d'oro caricato da tre plinti d'azzurro) |
|        | Lanet De vair, à une fasce fuselée d'or et de gueules (di vaio, alla fascia fusata d'oro e di rosso) |
|        | Laroque-de-Fa D'or au pal fuselé d'or et de gueules. (d'oro, al palo fusato d'oro e di rosso) |
|        | Laurabuc D'argent aux deux pointes d'azur posées en chevron (d'argento, a due pile d'azzurro poste in scaglione e convergenti nel capo) |
|        | Laurac D'argent aux deux pointes de sable posées en chevron (d'argento, a due pile di nero poste in scaglione e convergenti nel capo) |
|        | Leucate D'azur, à une fasce fuselée d'argent et de gueules (d'azzurro, alla fascia fusata d'argento e di rosso) |
|        | Lignairolles Écartelé d'argent et d'azur à la croix brochant de l'un en l'autre. (inquartato d'argento e d'azzurro, alla croce attraversante dell'uno all'altro) |
|        | Limoux D'or au saint Martin au naturel nimbé du champ, vêtu d'azur, sur un cheval d'argent harnaché d'or et coupant son manteau de gueules pour en couvrir un pauvre boiteux de carnation vêtu d'azur, à la béquille d'argent, le tout sur une terrasse de sinople (d'oro, al San Martino al naturale nimbato del campo, su un cavallo d'argento brigliato e gualdrappato d'oro, che taglia il suo mantello di rosso per coprire un povero monco di carnagione vestito d'azzurro, con una stampella d'argento, il tutto su un terrazzo di verde) |
|        | Luc-sur-Orbieu De sable au pal fuselé d'or et de gueules. (di nero, al palo fusato d'oro e di rosso) |
|        | Malves-en-Minervois De sable à la barre d'or. (di nero, alla sbarra d'oro) |
|        | Marcorignan De gueules au pal fuselé d'argent et de sinople. (di rosso, al palo fusato d'argento e di verde) |
|        | Marsa De sinople aux trois billettes couchées d'argent rangées en fasce. (di verde, a tre biglietti coricati d'argento ordinati in fascia) |
|        | Mayronnes 'or, à une fasce fuselée d'or et d'azur (d'oro, alla fascia fusata d'oro e d'azzurro) |
|        | Mazuby D'or à la bande componée d'argent et de gueules. (d'oro, alla banda composta d'argento e di rosso) |
|        | Mazuby (stemma del 1696) D'azur à la bande componée d'argent et de gueules. (d'azzurro, alla banda composta d'argento e di rosso) |
|        | Mirepeisset D'azur au pal fuselé d'or et de gueules. (d'azzurro, al palo fusato d'oro e di rosso) |
|        | Montauriol D'azur mantelé d'argent. (d'argento, alla punta d'azzurro) |
|        | Montazels Parti émanché d'argent et de gueules (partito inchiavato d'argento e di rosso) |
|        | Montjoi De vair, à un chef fuselé d'or et de sinople (di vaio, al capo fusato d'oro e di verde) |
|        | Montfort-sur-Boulzane D'or au chevron brisé de sable (d'oro, allo scaglione rotto di nero) |
|        | Montgaillard Tranché émanché d'or et d'azur (trinciato inchiavato d'oro e d'azzurro) |
|        | Montgradail Taillé de sinople et d'or (tagliato di verde e d'oro) |
|        | Montlaur D'azur, à un chef barre d'or (d'azzurro, al capo-sbarra d'oro) |
|        | Montréal De gueules, à une couronne de France et un oignon à six feuilles, le tout d'or (di rosso, alla cipolla fogliata di sei pezzi sormontata da una corona di Francia, il tutto d'oro) |
|        | Monze De sinople au pal d'argent. (di verde, al palo d'argento) |
|        | Moussan D'argent au pal fuselé d'argent et de sable. (d'argento, al palo fusato d'argento e di nero) |
|        | Moussoulens D'or aux deux pals d'azur. (d'oro, a due pali d'azzurro) |
|        | Mouthoumet De vair, à une fasce fuselée d'or et d'azur (di vaio, alla fascia fusata d'oro e d'azzurro) |
|        | Moux D'azur au pal fuselé d'argent et d'azur. (d'azzurro, al palo fusato d'argento e d'azzurro) |
|        | Munde, quartiere di Rodome De sable à une meule de moulin d'or (di nero, alla mola di mulino d'oro) |
|        | Narbonne Parti, au premier de gueules, à une clef d'or forée en pal ; au deuxième aussi de gueules, à une double croix d'or posée d'argent, au chef d'azur chargé de trois fleurs de lis d'or (partito: nel 1° di rosso, a una chiave forata d'oro in palo; nel 2° pure di rosso, alla croce patriarcale trifogliata d'oro piantata d'argento; al capo d'azzurro caricato di tre gigli d'oro) (lo stemma non appare corretto in quanto la croce patriarcale è interamente d'argento) |
|        | Nébias De sinople au pal bretessé d'argent (di verde, al palo doppiomerlato d'argento) |
|        | Névian De gueules au pal fuselé d'argent et de gueules. (di rosso, al palo fusato d'argento e di rosso) |
|        | Niort-de-Sault De gueules à la croix haussée d'or (di rosso, alla croce alzata d'oro) |
|        | Ouveillan D'azur aux trois fleurs de lys d'or. (d'azzurro, a tre gigli d'oro) |
|        | Padern D'azur au pal fuselé d'or et de sinople (d'azzurro, al palo fusato d'oro e di verde) |
|        | Palairac De sable au pal fuselé d'argent et de sable (di nero, al palo fusato d'argento e di nero) |
|        | Paraza D'or au pal fuselé d'argent et de sable (d'oro, al palo fusato d'argento e di nero) |
|        | Pécharic-et-le-Py De sable à trois losanges d'argent (di nero, a tre losanghe d'argento) |
|        | Peyriac-de-Mer De sable à la fleur de lys d'argent. (di nero, al giglio d'argento) |
|        | Pezens De sinople à trois billettes d'argent posées et rangées en pal (di verde, a tre biglietti d'argento posti e ordinati in palo) |
|        | Plaigne D'or aux deux pals de sable et au chef de même. (d'oro, a due pali di nero e al capo dello stesso) |
|        | Pomas D'argent aux deux fasces de gueules. (d'argento, a due fasce di rosso) |
|        | Pomy D'or à la bordure de sable. (d'oro, alla bordura di nero) |
|        | Portel-des-Corbières De sinople, à une fasce fuselée d'or et de sinople (di verde, alla fascia fusata d'oro e di verde) |
|        | Port-la-Nouvelle Taillé : au premier d'or à la croix cléchée de gueules, au deuxième d'azur à la tour de gueules maçonnée de sable, brochant sur le tout un navire de sinople aux voiles d'argent sur un soleil de gueules. (tagliato: nel 1° d'oro alla croce a chiave di rosso; nel 2° d'azzurro alla torre di rosso murata di nero; sul tutto una nave di verde con la vela d'argento su un sole di rosso attraversante) |
|        | Puginier Parti d'azur et d'argent. (partito d'azzurro e d'argento) |
|        | Puichéric Écartelé : aux 1 et 4 d'azur au lion d'or couronné, armé et lampassé de gueules, au chef cousu de gueules chargé de 3 étoiles d'or, qui est Brettes; aux 2 et 3 d'or, à 3 aiglettes de sable, posées 2 et 1, qui est de Thurin. (inquartato: nel 1° e 4° d'azzurro, al leone d'oro coronato, armato e lampassato di rosso, al capo cucito di rosso caricato di tre stelle d'oro; nel 2° e 3° d'oro, a tre aquilotti di nero (che è di Thurin)) |
|        | Puivert D'argent aux six mouchetures d'hermine ordonnées 3, 2 et 1. (d'argento, a sei moscature d'armellino ordinate 3, 2 e 1) |
|        | Quillan D'azur au besant d'or accompagné de trois quilles du même (d'azzurro, al bisante d'oro accompagnato da tre birilli dello stesso) |
|        | Quillan (hameau di Laval) Tranché cannelé de sable et d'or (trinciato scanalato di tre pezzi di nero e d'oro) |
|        | Quirbajou Cinq points d'azur équipolés à quatre d'or. (cinque punti d'azzurro equipollenti a quattro d'oro) |
|        | Raissac-d'Aude D'or au pal fuselé d'or et de sable. (d'oro, al palo fusolato d'oro e di nero) |
|        | La Redorte D'azur à trois redortes d'or posées en pal et rangées en fasce (d'azzurro, a tre redorte d'oro, poste in palo e ordinate in fascia) |
|        | Rennes-les-Bains De gueules à la croix alésée d'or (di rosso, alla croce scorciata d'oro) |
|        | Rennes-le-Château D'azur à la bordure d'or. (d'azzurro, alla bordura d'oro) |
|        | Ribouisse Écartelé d'or et de sable, à la croix brochant de l'un en l'autre. (inquartato d'oro e di nero, alla croce attraversante dell'uno all'altro) |
|        | Rieux-Minervois Écartelé, au premier d'argent à trois fasces de gueules, au second d'azur à deux lions affrontés d'or, au troisième de gueules à deux lions léopardés d'or également, au quatrième parti en 1 d'azur à la fasce d'or et en 2 d'argent à une bande d'azur accompagnée de six roses de gueules en orle, trois en chef et trois en pointe; sur le tout, d'or à un lys de gueules (inquartato: nel 1º d'argento, a tre fasce di rosso; nel 2º d'azzurro, a due leoni affrontati d'oro; nel 3º di rosso, a due leoni illeoparditi pure d'oro; nel 4º partito: in 1 d'azzurro, alla fascia d'oro, e in 2 d'argento, alla banda d'azzurro accompagnata da sei rose di rosso in orlo, tre in capo e tre in punta; sul tutto d'oro, al giglio al naturale di rosso)                                                                    |
|        | Rodome D'or à l'hamaide de sable. (d'oro, a tre amaidi di nero) |
|        | Roquecourbe-Minervois De vair, à un chef fuselé d'or et de gueules (di vaio, al capo fusato d'oro e di rosso) |
|        | Roquefère De sable aux deux pals d'or. (di nero, a due pali d'oro) |
|        | Roquefort-de-Sault D'azur à la barre componée d'argent et de gueules (d'azzurro, alla sbarra composta d'argento e di rosso) |
|        | Roquefort-des-Corbières D'azur au pal fuselé d'or et d'azur. (d'azzurro, al palo fusato d'oro e d'azzurro) |
|        | Roquetaillade Parti d'or et de gueules au roc d'échiquier brochant de l'un en l'autre. (partito d'oro e di rosso, al rocco di scacchiere attraversante dell'uno all'altro) |
|        | Roubia D'azur au pal fuselé d'argent et de gueules. (d'azzurro, al palo fusato d'argento e di rosso) |
|        | Rouffiac-des-Corbières De sable au chevron d'argent. (di nero, allo scaglione d'argento) |
|        | Roullens D'or chaussé de gueules. (d'oro, calzato di rosso) |
|        | Rouvenac Palé et contre-palé d'argent et d'azur de quatre pièces. (palato e contropalato d'argento e d'azzurro di quattro pezzi) |
|        | Rustiques D'argent à la lettre R capitale d'azur. (d'argento, alla lettera R maiuscola d'azzurro) |
|        | Saint-Couat-du-Razès Écartelé en sautoir de gueules et d'argent (inquartato in croce di Sant'Andrea di rosso e d'argento) |
|        | Saint-Denis D'or chaussé de sable. (d'oro, calzato di nero) |
|        | Sainte-Eulalie De sable à la barre d'argent. (di nero, alla sbarra d'argento) |
|        | Saint-Ferriol De gueules aux cinq besants d'argent ordonnés 3 et 2. (di rosso, a cinque bisanti d'argento posti 3 e 2) |
|        | Saint-Julia-de-Bec Parti de sinople et d'argent, à la bande brochant de l'un en l'autre. (partito di verde e d'argento, alla banda attraversante dell'uno all'altro) |
|        | Saint-Laurent-de-la-Cabrerisse D'or au pal fuselé de gueules et d'argent. (d'oro, al palo fusato di rosso e d'argento) |
|        | Saint-Louis-et-Parahou De sable aux trois fasces d'argent et aux deux pals d'azur brochant sur les fasces (di nero, a tre fasce d'argento e due pali d'azzurro attraversanti sulle fasce) |
|        | Saint-Marcel-sur-Aude De sinople au pal fuselé d'or et de gueules. (di verde, al palo fusato d'oro e di rosso) |
|        | Saint-Nazaire-d'Aude De sable, à une fasce fuselée d'argent et de sable (di nero, alla fascia fusata d'argento e di nero) |
|        | Saint-Paulet Coupé de gueules et d'azur. (troncato di rosso e d'azzurro) |
|        | Saint-Pierre-des-Champs De gueules au pal fuselé d'or et de sinople. (di rosso, al palo fusato d'oro e di verde) |
|        | Saint-Paulet Coupé de gueules et d'azur. (troncato di rosso e d'azzurro) |
|        | Saint-Sernin D'or au pal alésé de sable surmonté d’un croissant soudé d’argent, au sautoir alésé de gueules brochant sur le tout (D'oro, al palo scorciato di nero, sormontato da un crescente montante, saldato d'argento, alla croce di Sant'Andrea scorciata di rosso, attraversante sul tutto) |
|        | Saint-Sernin (frazione di Bouriège) De gueules à deux pointes d'or posées en chevron (Di rosso, a due pile rovesciate d'oro, poste in scaglione) |
|        | Sallèles-d'Aude Ecartelé, au premier d'azur à un chevron d'or accompagné de trois roses d'argent, deux en chef, une en pointe, au second de gueules à une croix cléchée, vidée et pommetée de douze pièces d'or, au troisième d'argent au lion de gueules, au quatrième tiercé en fasce : au premier d'or à un lion naissant de sable, armé et lampassé de gueules, au second d'or à trois trèfles de sinople, au troisième de gueules à une bande d'or (inquartato: nel 1º d'azzurro, allo scaglione d'oro, accompagnato da tre rose d'argento; nel 2º di rosso, alla croce a chiave vuota e pomettata di dodici pezzi d'oro; nel 3º d'argento, al leone di rosso; nel 4º interzato in fascia: in I d'oro, al leone nascente di nero, armato e lampassato di rosso; in II d'oro, a tre trifogli di verde; in III di rosso, alla banda d'oro) |
|        | Salles-d'Aude D'azur à une fasce fuselée d'argent et de sable (d'azzurro, alla fascia fusata d'argento e di nero) |
|        | Salles-sur-l'Hers De gueules au cœur d'argent, au chef cousu d'azur au croissant d'or accompagné de deux étoiles du même. (di rosso, al cuore d'argento, al capo cucito d'azzurro, al crescente d'oro accostato da due stelle dello stesso) |
|        | Salza De vair, à un chef fuselé d'argent et de sinople (di vaio, al capo fusato d'argento e di verde) |
|        | La Serpent D'azur à la fasce componée d'argent et de gueules (d'azzurro, alla fascia composta d'argento e di rosso) |
|        | Serres D'argent à la bande de sinople côtoyée de deux cotices du même (d'argento, alla banda di verde accostata da due cotisse dello stesso) |
|        | Sougraigne De sinople aux trois billettes d'or posées et rangées en bande (di verde, a tre biglietti d'oro posti e ordinati in banda) |
|        | Taurize Gironné de gueules et d'argent (gheronato di rosso e d'argento) |
|        | Termes D'azur, à un pal fuselé d'argent et de sable (d'azzurro, al palo fusato d'argento e di nero) |
|        | Tourouzelle De sinople, à un pal fuselé d'or et de sinople (di verde, al palo fusato d'oro e di verde) |
|        | Tréziers Cinq points d'argent équipolés à quatre de gueules (punti equipollenti d'argento e di rosso) |
|        | Valmigère De vair, à un chef fuselé d'argent et de gueules (di vaio, al capo fusato d'argento e di rosso) |
|        | Ventenac-Cabardès D'argent à la croix de sable. (d'argento, alla croce di nero) |
|        | Verzeille D'argent au chef-pal de gueules. (d'argento, al capo-palo di rosso) |
|        | Vignevieille De gueules, à un pal fuselé d'argent et d'azur (di rosso, al palo fusato d'argento e d'azzurro) |
|        | Villardebelle De gueules au pal bretessé d'or. (di rosso, al palo doppiomerlato d'oro) |
|        | Villebazy De gueules chapé d'argent. (di rosso, mantellato d'argento) |
|        | Villedaigne D'argent, à un pal fuselé d'or et de gueules (d'argento, al palo fusato d'oro e di rosso) |
|        | Villegly De sable au chef d'or (di nero, al capo d'oro) |
|        | Villemoustaussou De sinople à la lettre V capitale d'or (di verde, alla lettera V maiuscola d'oro) |
|        | Villeneuve-Minervois De vair au chef fuselé d'or et d'azur (di vaio, al capo fusato d'oro e d'azzurro) |
|        | Villesèquelande D'argent à l'étoile de sinople. (d'argento, alla stella di verde) |
|        | Villespy De gueules à la bande d'or. (di rosso, alla banda d'oro) |
|        | Vinassan D'azur, à une fasce fuselée d'argent et d'azur (d'azzurro, alla fascia fusata d'argento e d'azzurro) |